# نهائي كوبا ليبرتادوريس 1996
نهائي كأس ليبرتادوريس 1996 هو النهائي السابع والثلاثون من بطولة كأس ليبرتادوريس لتحديد بطل كأس ليبرتادوريس 1996. وخاضها الأرجنتيني ريفر بلايت والنادي الكولومبي أمريكا دي كالي. أقيمت مباراة الذهاب على ملعب باسكوال غيريرو الأولمبي في كالي، بينما أقيمت مباراة الإياب في إل مونيومنتال في بوينس آيرس. فاز ريفر بلايت بمجموع 2-1.